# كارلوس أباركا
كارلوس أباركا (بالإسبانية: Carlos Abarca)‏ (مواليد 22 مايو 1900) هو ملاكم تشيلي، مثّل بلاده في الألعاب الأولمبية الصيفية 1924.

## روابط خارجية
كارلوس أباركا على موقع أوليمبيديا (الإنجليزية)